# إبراهيم (طركونة)
إبراهيم هي بلدية مقاطعة طركونة في قطلونية في شمال شرق إسبانيا . تنتج هذه المدينة نبيذًا جيدًا جدًا.